# Radu Niculescu (actor)
Radu Niculescu este un actor român, născut la 24 octombrie 1967, absolvent al Academiei de Teatru și Film, promoția 1992, clasa prof. Florin Zamfirescu. A jucat în spectacole importante ale Teatrului Dramatic Constanța, sub bagheta unor regizori de primă mărime: Cătălina Buzoianu, Tudor Mărăscu, Horațiu Mălăele, Yannis Margaritis, Dominic Dembinski și alții, a jucat în producții cinematografice românești și străine, numeroase apariții tv, redactor radio și tv. De asemenea, este cadru didactic universitar, doctor în Teatru. S-a făcut remarcat și ca lider de sindicat în lupta pentru salvarea instituțiilor de cultură din Constanța, versus Consiliul Județean.